# 월드 론볼
월드 론볼(World Bowls, WB)은 론볼 종목을 총괄하는 국제 스포츠 행정 기구이다.

## 회원국
| 국가              | 협회                              | 코드 | 대륙       | 설립 | 가맹 | 비고       |
| ----------------- | --------------------------------- | ---- | ---------- | ---- | ---- | ---------- |
| 가나              | 가나 론볼 연맹                    | GHA  | 아프리카   |      |      |            |
| 건지              | 건지 론볼 협회                    |      | 유럽       |      |      |            |
| 나미비아          | 나미비아 론볼 협회                | NAM  | 아프리카   |      |      |            |
| 나이지리아        | 나이지리아 론볼 연맹              | NGR  | 아프리카   |      |      |            |
| 남아프리카 공화국 | 남아프리카 론볼 연맹              | RSA  | 아프리카   |      |      |            |
| 네덜란드          | 네덜란드 론볼 연맹                | NED  | 유럽       |      |      |            |
| 노퍽              | 노퍽섬 볼링 연맹 론볼 평의회      |      | 오세아니아 |      |      |            |
| 뉴질랜드          | 뉴질랜드 론볼 연맹                | NZL  | 오세아니아 |      |      |            |
| 니우에            | 니우에 론볼 협회                  |      | 오세아니아 |      |      |            |
| 대한민국          |                                   | KOR  | 아시아     |      |      |            |
| 독일              | 독일 론볼 연맹                    | GER  | 유럽       |      |      | 준회원국   |
| 마카오            | 마카오 론볼 협회                  | MAC  | 아시아     |      |      |            |
| 말레이시아        | 말레이시아 론볼 연맹              | MAS  | 아시아     |      |      |            |
| 맨                | 맨섬 론볼 연맹                    |      | 유럽       |      |      |            |
| 몰타              | 몰타 론볼 연맹                    | MLT  | 유럽       |      |      |            |
| 미국              | 미국 론볼 연맹                    | USA  | 아메리카   |      |      |            |
| 보츠와나          | 보츠와나 론볼 협회                | BOT  | 아프리카   |      |      |            |
| 브라질            | 브라질 론볼 협회                  | BRA  | 아메리카   |      |      |            |
| 브루나이          | 브루나이 다루살람 론볼 협회       | BRU  | 아시아     |      |      |            |
| 사모아            | 사모아 론볼 협회                  | SAM  | 오세아니아 |      |      |            |
| 스리랑카          | 스리랑카 론볼 연맹                | SRI  | 아시아     |      |      |            |
| 스코틀랜드        | 스코틀랜드 론볼 연맹              |      | 유럽       |      |      |            |
| 스웨덴            | 스웨덴 론볼 연맹                  | SWE  | 유럽       |      |      |            |
| 스위스            | 스위스 론볼 연맹                  | SUI  | 유럽       |      |      | 예비회원국 |
| 스페인            | 스페인 론볼 연맹                  | ESP  | 유럽       |      |      |            |
| 싱가포르          | 싱가포르 론볼 연맹                | SGP  | 아시아     |      |      |            |
| 아르헨티나        | 아르헨티나 론볼 연맹              | ARG  | 아메리카   |      |      |            |
| 아일랜드          | 아일랜드 론볼 협회                |      | 유럽       |      |      |            |
| 오스트레일리아    | 오스트레일리아 론볼 연맹          | AUS  | 오세아니아 |      |      |            |
| 웨일스            | 웨일스 론볼 협회                  |      | 유럽       |      |      |            |
| 이란              | 이란 볼링 당구 연맹               | IRI  | 아시아     |      |      |            |
| 이스라엘          | 이스라엘 론볼 협회                | ISR  | 유럽       |      |      |            |
| 인도              | 인도 론볼 연맹                    | IND  | 아시아     |      |      |            |
| 일본              | 일본 론볼 연맹                    | JPN  | 아시아     |      |      |            |
| 잉글랜드          | 잉글랜드 론볼 연맹                |      | 유럽       |      |      |            |
| 자메이카          | 자메이카 론볼 협회                | JAM  | 아메리카   |      |      |            |
| 잠비아            | 잠비아 론볼 협회                  | ZAM  | 아프리카   |      |      |            |
| 저지              | 저지 론볼 연맹                    |      | 유럽       |      |      |            |
| 중화인민공화국    | 중국 론볼 협회                    | CHN  | 아시아     |      |      |            |
| 짐바브웨          | 짐바브웨 론볼 연맹                | ZIM  | 아프리카   |      |      |            |
| 체코              | 체코 론볼 협회                    | CZE  | 유럽       |      |      |            |
| 캐나다            | 캐나다 론볼 연맹                  | CAN  | 아메리카   |      |      |            |
| 케냐              | 케냐 볼링 연맹                    | KEN  | 아시아     |      |      |            |
| 쿡 제도           | 쿡 제도 론볼 연맹                 | COK  | 오세아니아 |      |      |            |
| 키프로스          | 키프로스 론볼 연맹                | CYP  | 유럽       |      |      |            |
| 태국              | 태국 론볼 협회                    | THA  | 아시아     |      |      |            |
| 통가              | 통가 론볼 연맹                    | TGA  | 오세아니아 |      |      |            |
| 튀르키예          | 튀르키예 보체 론볼 볼링 다트 연맹 | TUR  | 유럽       |      |      |            |
| 파키스탄          | 파키스탄 론볼 연맹                | PAK  | 아시아     |      |      | 예비회원국 |
| 파푸아뉴기니      | 파푸아뉴기니 론볼 연맹            | PNG  | 오세아니아 |      |      |            |
| 포르투갈          | 포르투갈 론볼 연맹                | POR  | 유럽       |      |      |            |
| 포클랜드 제도     | 포클랜드 제도 론볼 협회           |      | 아메리카   |      |      | 예비회원국 |
| 프랑스            | 프랑스 론볼 연맹                  | FRA  | 유럽       |      |      | 준회원국   |
| 피지              | 피지 론볼 연맹                    | FIJ  | 오세아니아 |      |      |            |
| 필리핀            | 필리핀 론볼 협회                  | PHI  | 아시아     |      |      |            |
| 헝가리            |                                   | HUN  | 유럽       |      |      |            |
| 홍콩              | 홍콩 론볼 협회                    | HKG  | 아시아     |      |      |            |

## 참고 문헌
- “Member Nations”. 세계 론볼 연맹.
- “Executive Committee”. 세계 론볼 연맹. 2022년 11월 9일에 원본 문서에서 보존된 문서. 2022년 11월 9일에 확인함.

## 같이 보기
- 론볼